# Торговые ряды (Минск)
Торговые ряды — памятник архитектуры XIX века в центре Минска, близ современной площади Свободы, построенный для размещения лавок (магазинов). Памятник истории и культуры республиканского значения.
Основная часть — 12 каменных зданий — построены в первой четверти XIX века под названием бернардинских магазинов (по названию находившегося недалеко бернардинского монастыря). Под этими зданиями обнаружены захоронения XII—XVII вв.
Позже комплекс зданий претерпел два расширения: первое в 1838 году, когда появилось ещё 4 здания, второе — в 1860-е гг., когда было построено три здания с восточной стороны и одно каменное одноэтажное с западной.
С течением времени здания меняли как своё название, так и функциональное назначение. Так, в 1870-е гг. они назывались Виленчуки. В начале XX века тут преобладали мясомолочные и бакалейные лавки, но также имелись мебельная и швейная лавки, посудная скамейка и городская дезинфекционная станция.
После смены власти в 1917 году торговые ряды долгое время стояли заброшенными. Во время Второй мировой войны здания были частично разрушены. А в начале 1950-х оставшиеся здания были переоборудованы под жилые помещения.
Исторический облик торговых рядов был воссоздан в 2002—2004 гг. После окончания реставрации в некоторых зданиях разместились рестораны.